# 1212
[[Категорија: 1212
.| ]]
Година 1212 (MCCXII) била је преступна година која је почела у недељу.

## Догађаји
- Википедија:Непознат датум — Сицилијански краљ Фридрих Швапски пошто је папи Иноћентију III и сицилијанским баронима обећао је да неће никада објединити немачку и сицилијанску круну упутио се у Немачку и крунисан је у Мајнцу. Склопио је савез с француским краљем Филипом II Августом против Отона IV, енглеског краља Јована Без Земље и фландријских и болоњских грофова, који су у савезу с Отоном.
- 16. јул — Битка код Лас Навас де Толоса, једна од најзначајнијих битака реконкисте. У Шпанији у Лас Навасу три уједињена хришћанска краља: Петар II Арагонски, син Алфонса, Санчо VII од Наваре и Алфонсо VIII од Кастиље победили су Алмохаде који су били присиљени да се повуку на југ Сиера Морене.

### Децембар
- Википедија:Непознат датум — У Француској је након дугог отпора крсташа Симона де Монфорта пробијена опсада Тулуза.
- Википедија:Непознат датум — Дванаестогодишњи француски пастир заговарао је Дечји крсташки рат. Хиљаде адолесцената дошло је у Марсеј и укрцало се на бродове које су им понудили бескрупулозни трговци, који су их продали као робље.
- Википедија:Непознат датум — У Русији кнез Суздаља је постао Всеволодов син Владимир, док је његов брат Константин постао кнез Ростова.